# ذا ليجند أوف زيلدا: فور سوردز أدفنشرز
ذا ليجند أوف زيلدا: فور سوردز أدفنشرز (بالإنجليزية: The Legend of Zelda: Four Swords Adventures)‏ ، أسطورة زيلدا: مغامرات السيوف الأربعة، أصدرت في اليابان باسم أسطورة زيلدا: أربعة سيوف + (باليابانية: ゼルダの伝説 4つの剣+، زيرود نو دينسيتسو: يوتسو نو تسوروجي)، هي اللعبة الحادية عشرة في سلسلة أسطورة زيلدا. وأطلقت على نينتندو جيم كيوب في اليابان في 18 مارس 2004؛ في أمريكا الشمالية في 7 يونيو 2004. في أوروبا في 7 يناير 2005؛ وفي أستراليا في 7 أبريل 2005. هذه اللعبة هي الوحيدة في هذه السلسلة التي لا يمكن لعبها على الجيل الحالي من أجهزة نينتندو.
تأخذ اللعبة لينك في مغامرة لإعادة السلام في أرض هيرول بعد أن علم أنه تم صنع نظير شرير له يدعى شادو لينك. وضعتها مجلة نينتندو باور في المركز 48 ضمن أفضل ألعاب نظام نينتندو، وحصلت على معدل 86 من أصل 100 على موقع ميتاكريتيك. وكانت ثالثة أكثر الألعاب مبيعا في يونيو 2004 في أمريكا الشمالية، إذ بيع منها 155,000 وحدة، وبيع منها 127,000 وحدة أيضا في اليابان.

## وصلات خارجية
- ذا ليجند أوف زيلدا: فور سوردز أدفنشرز على موقع IMDb (الإنجليزية)

- الموقع الرسمي